# Zádub-Závišín
Zádub-Závišín (németül Hohendorf-Abaschin) község Csehországban a Karlovy Vary-i kerület Chebi járásában. Településrészei: Milhostov (németül Müllestau vagy Millestau), Zádub (Hohendorf) és Závišín (Abaschin). Polgármesteri hivatala Zádub településrészen van.

## Története
A településhármast 1273-ban a teplái kolostor birtokaként említik elsőként.

## Nevezetessége
- Teplá forrása (csehül Prameniště Teplé) Természetvédelmi terület.

## Népesség
A település népessége az elmúlt években az alábbi módon változott:
| Lakosok száma | 599  | 814  | 949  | 515  | 277  | 263  | 341  | 338  | 337  | 487  |
|               | 1869 | 1890 | 1921 | 1950 | 1980 | 2001 | 2017 | 2019 | 2022 | 2024 |

## Képtár

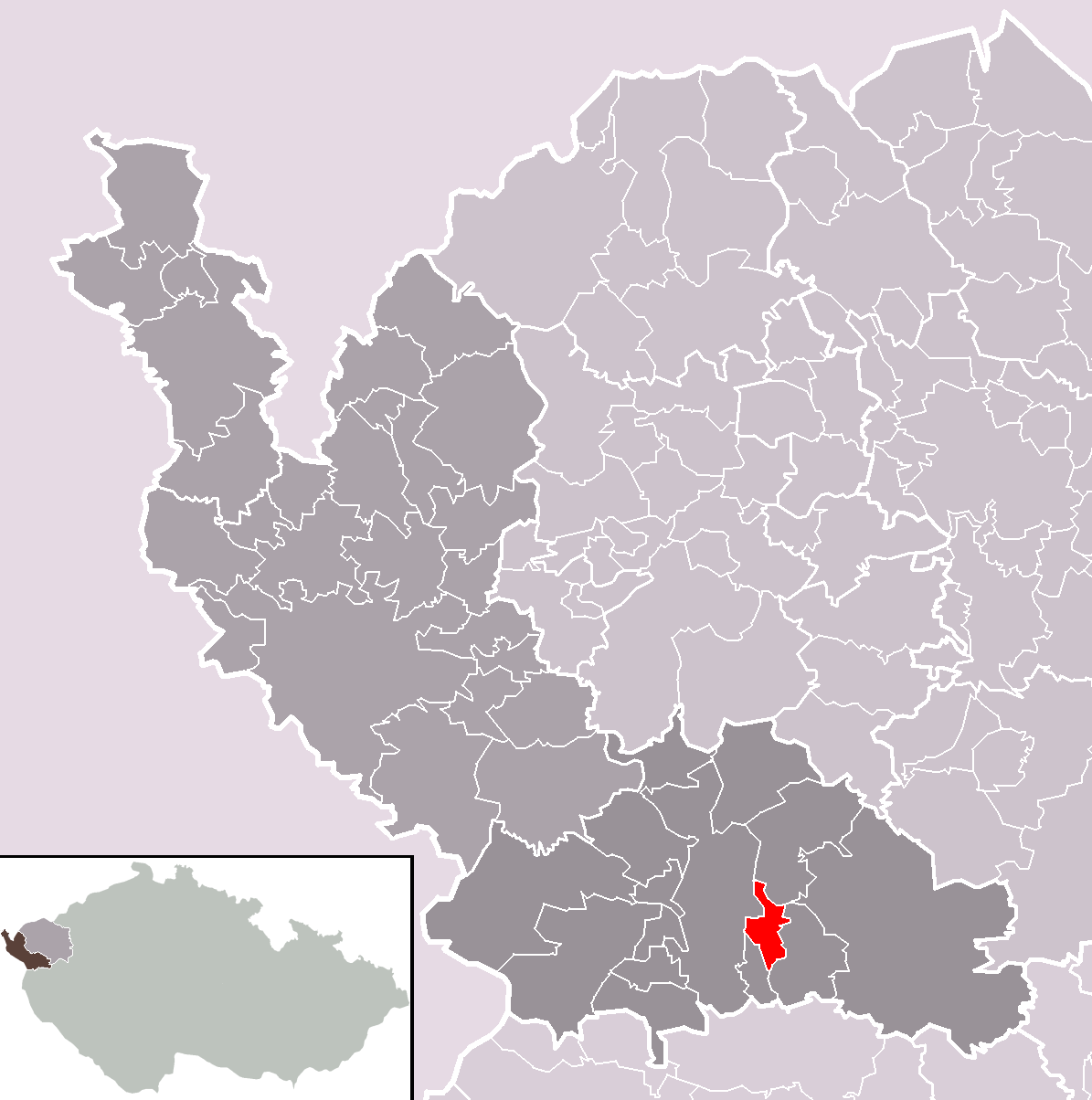
A község közigazgatási területe